# Anno internazionale della cristallografia
L'anno internazionale della cristallografia (International Year of Crystallography o anche IYCr2014) è il termine con il quale è stato indicato il 2014 dall'ONU ed è stato dichiarato per celebrare il centenario della nascita della cristallografia a raggi X e per evidenziare il ruolo della cristallografia nel miglioramento delle condizioni di vita dell'umanità dal momento che è relativamente poco conosciuta al pubblico generalista nonostante sia alla base di molte branche della scienza moderna.
L'evento è patrocinato dall'UNESCO e dall'Unione internazionale di cristallografia. In Italia l'anno verrà celebrato con mostre, eventi e conferenze che possono essere consultati visitando il sito www.iycr2014.it.
Tale evento ha riscosso inoltre l'attenzione della BBC e del quotidiano spagnolo El País.